# Marion King Hubbert
Marion King Hubbert est un géophysicien américain, né le 5 octobre 1903 à San Saba (Texas) et mort le 11 octobre 1989 à Bethesda (Maryland). Il travailla notamment dans les laboratoires de recherche de Shell à Houston. Il est à l'origine de nombreuses contributions dans les domaines de la géologie et de la géophysique, notamment avec la fameuse courbe de Hubbert, comportant des ramifications politiques importantes. On le surnommait souvent « M. King Hubbert » ou « King Hubbert. » Il était membre du mouvement technocratique fondé par Howard Scott dans les années 1920.

## Biographie
Hubbert est né à San Saba, au Texas en 1903. Il fréquente l'université de Chicago, où il obtient son Bachelor of Science en 1926, son Master of Science en 1928 et enfin son Ph.D en 1937, étudiant la géologie, les mathématiques et la physique. 
Il travaille en tant qu'assistant géologue pour l'Amerada Petroleum Company pendant deux ans, tout en poursuivant son Ph.D. Il rejoint la compagnie pétrolière Shell en 1943, au service de laquelle il reste jusqu'en 1964. Il devient par la suite expert en recherche géophysique pour l'United States Geological Survey, jusqu'à l'âge de la retraite, en 1976. Il occupe également des postes de professeur de géologie et de géophysique à l'université Stanford de 1963 à 1968, puis à l'université de Californie à Berkeley de 1973 à 1976. 
Il meurt le 11 octobre 1989, quelques jours après son 86e anniversaire.

## Champs de recherche

Courbe de Hubbert, appliquée pour les pics pétrolier et gazier.

Hubbert est principalement connu pour ses études sur les capacités des réserves souterraines de ressources primaires telles que le pétrole et le gaz naturel. Il prédit notamment que la production de pétrole d'une réserve, du début de son exploitation jusqu'à son épuisement, ressemblerait à une courbe en forme de cloche (proche de la courbe de Gauss) atteignant son maximum lorsque la moitié de la réserve a été extraite, puis retombant.
En 1956, lors d'un meeting de l'American Petroleum Institute à San Antonio, au Texas, Hubbert fit la prédiction que la production globale de pétrole aux États-Unis atteindrait son maximum aux alentours de 1970, avant de commencer à décroître. Il devint célèbre quand on s'aperçut qu'il avait raison, en 1970. La courbe qu'il employa dans son analyse est connue sous le nom de courbe de Hubbert[réf. nécessaire], et le moment où elle atteint son maximum le pic de Hubbert.

## Citation
- « Our ignorance is not so vast as our failure to use what we know. » (en français : « Notre ignorance n’est pas aussi vaste que notre incapacité à utiliser ce que nous savons. »)